# Atlas Losing Grip
Atles Losing Grip fou un grup suec de hardcore melòdic format l'any 2005, a la ciutat de Lund.

## Trajectòria
2005-2009
La banda va ser fundada el 2005 per Stefan Bratt, baixista i veu, i Gustav Burn, guitarra. Després d'alguns canvis en la formació i l'enregistrament de dos maquetes el 2006 i 2007, la formació es va completar amb Max Huddén a la guitarra i Julian Guedej a la bateria. La banda gravà amb aquesta formació el seu primer disc titulat Shut The World Out l'octubre de 2007 i es va posar a al venda el juliol de 2008. A continuació feren una gira europea de 18 mesos. L'any 2009, Rodrigo Alfaro, conegut vocalista que anteriorment havia format part de les bandes Satanic Surfers i Venerea, completà la formació del grup.
2009-2013
L'any 2009, la banda va gravar un EP de cinc cançons, Watching the Horizon, amb el segell Black Star Foundation Records. A principis de l'any 2010, van començar una gira com a cap de cartell amb altres bandes que els va portar a països com Eslovènia, Itàlia, Suïssa, Alemanya, Bèlgica i Països Baixos, a més de tocar en alguns festivals europeus i realitzar una gira escandinava amb Bad Religion. Al maig es va presentar el seu segon àlbum d'estudi titulat State Of Unrest, que va ser gravat pel guitarrista Gustav Burn i masteritzat a The Blasting Room per Jason Livermore. L'àlbum va obtenir un reconeixement excepcional en la premsa internacional, la qual cosa els portà a realitzar una gira més extensa de dos anys de durada per Europa i Llatinoamèrica.
2013-2016
El febrer de 2013, la banda va tornar a entrar a l'estudi de gravació per a enregistrar el seu tercer disc que no es va publicar fins al 16 de gener de 2015 amb el nom de Currents. Després d'11 anys d'activitat musical, el 13 d'abril de 2016 la banda va anunciar la seva dissolució.

## Galeria

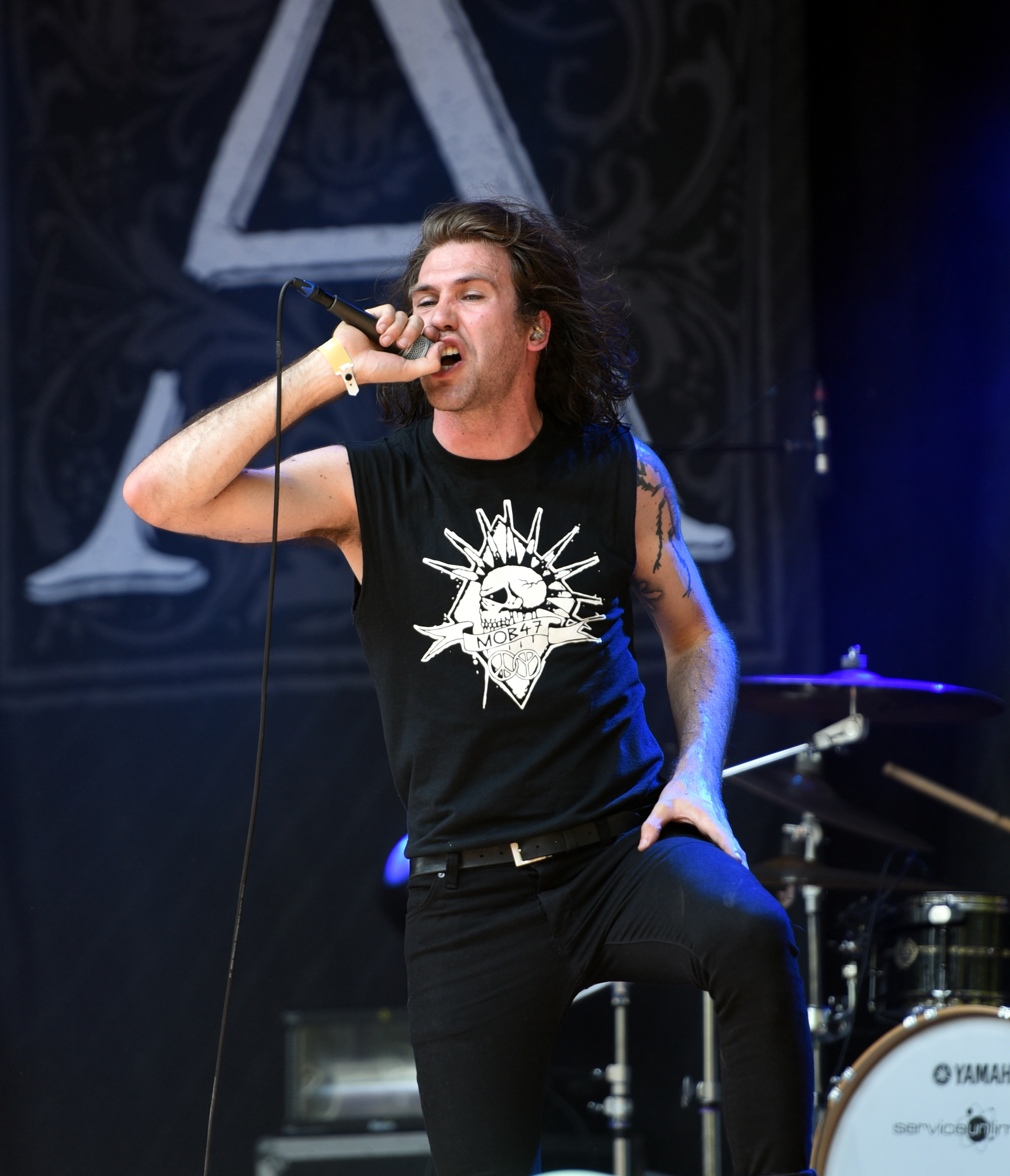
Niklas Olsson
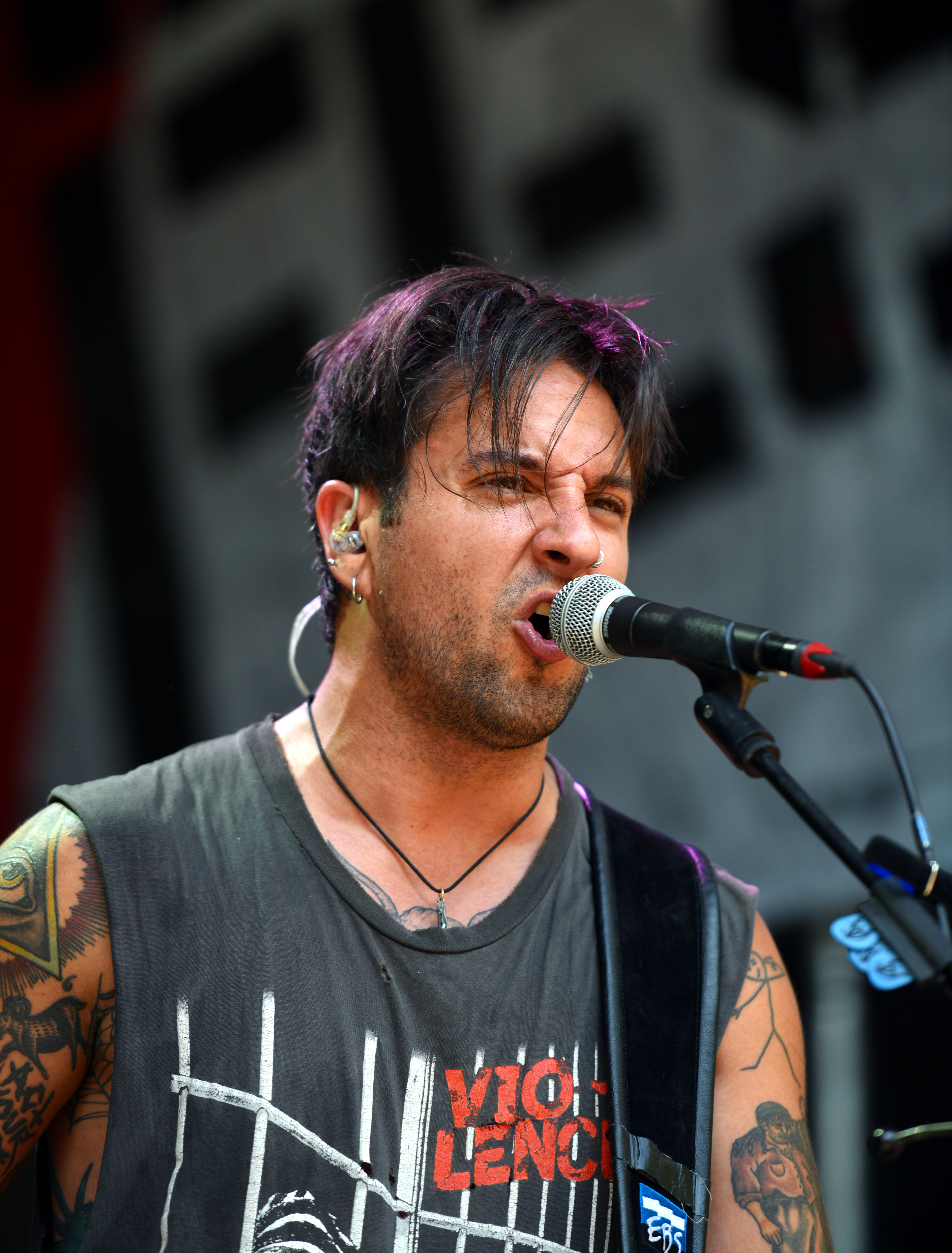
Stefan Bratt
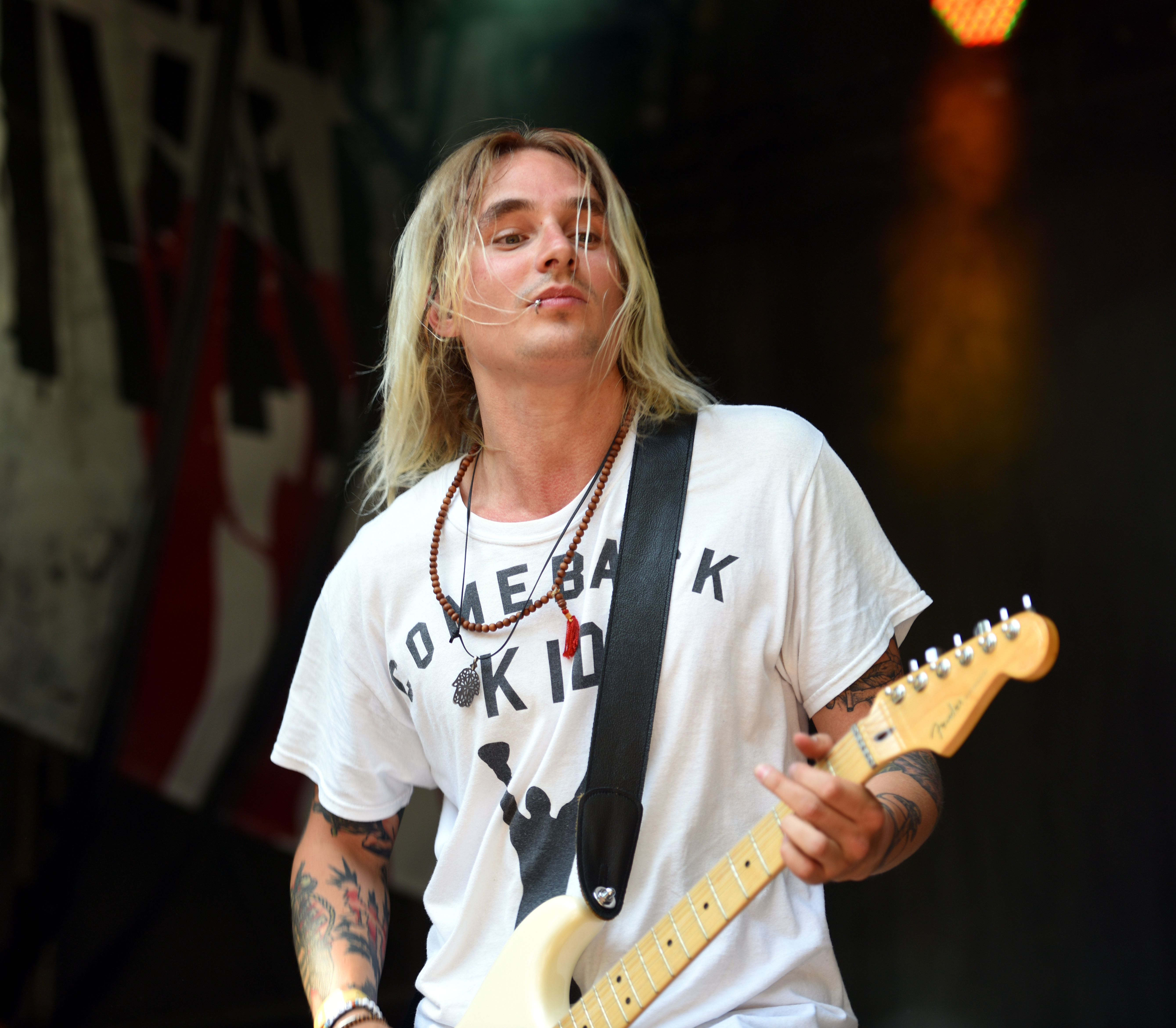
Gustav Burn
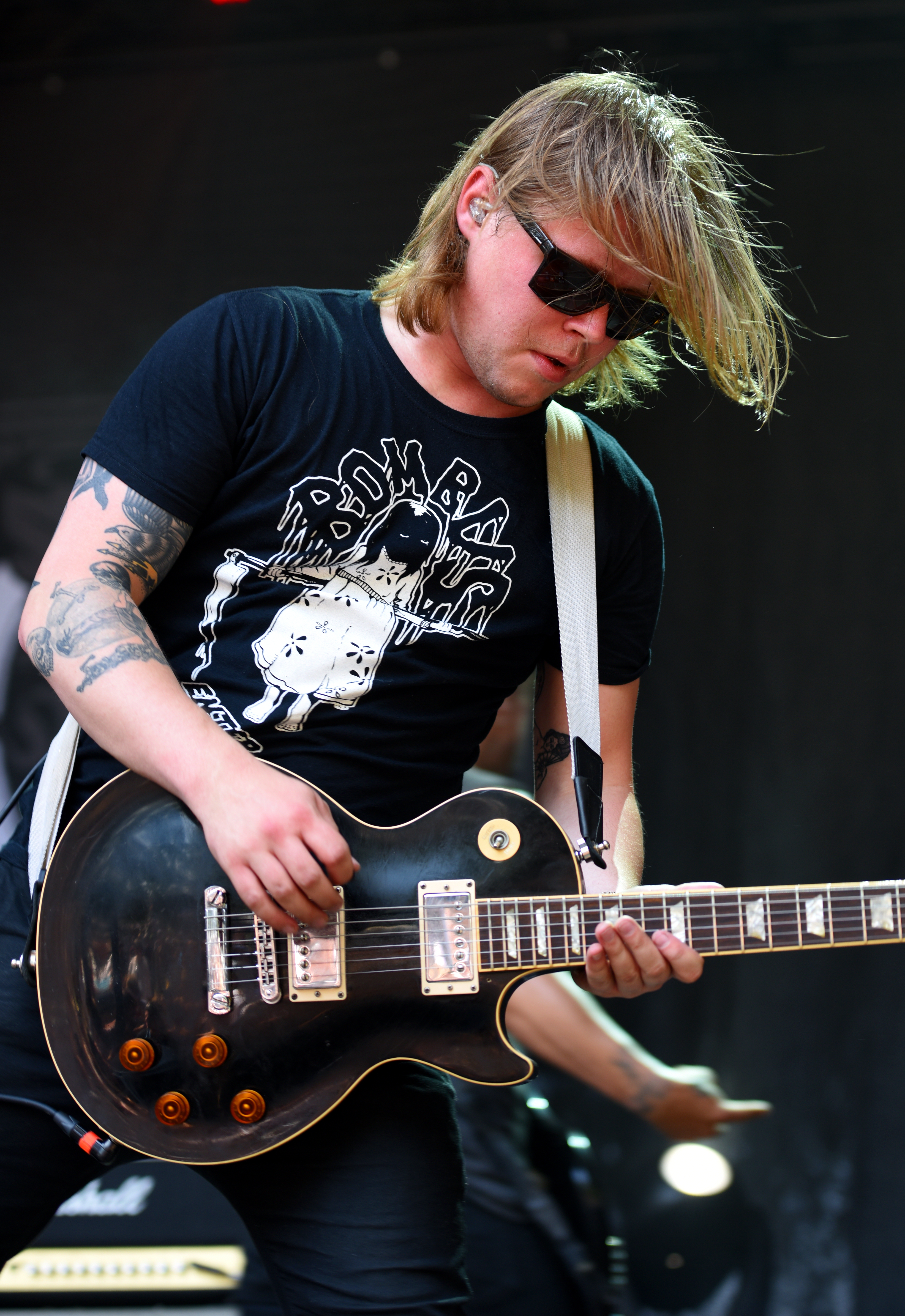
Max Huddén
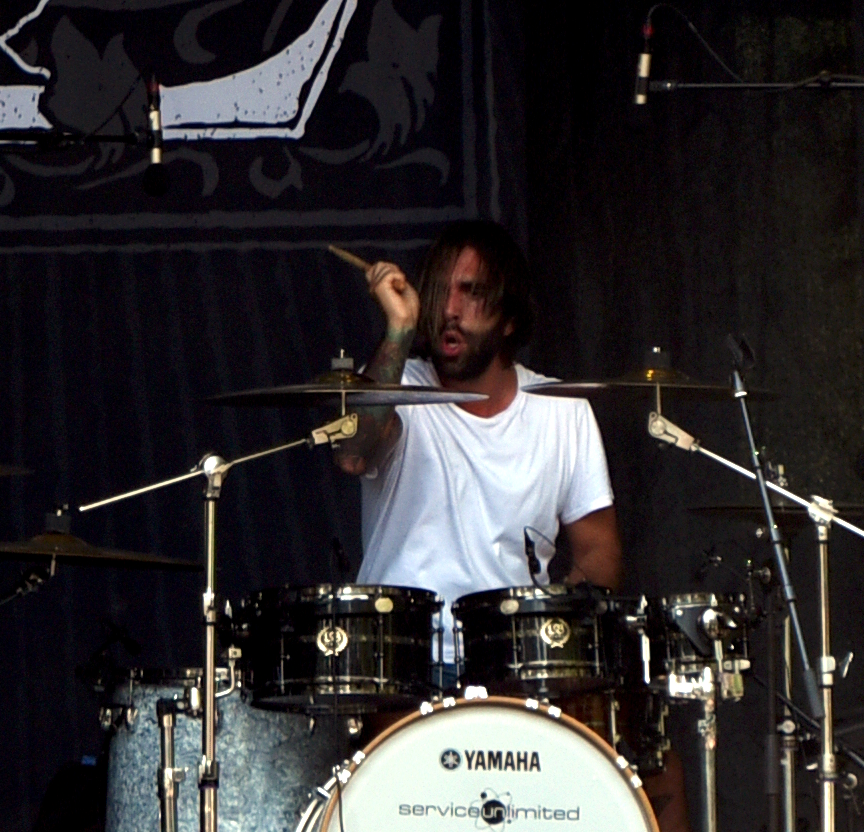
Julian Guedj

## Discografia
- 2006 Demo[cal citació]
- 2007 Promo
- 2008 Shut the World Out
- 2009 Watching the Horizon
- 2011 State of Unrest
- 2015 Currents[3]